# I Giochi della Croce del Sud
I I Giochi della Croce del Sud (es. I Juegos Deportivos Cruz del Sur), sono stati la prima edizione dei Giochi sudamericani e si disputarono a La Paz, Bolivia, dal 3 al 12 novembre 1978. Cochabamba e Santa Cruz de la Sierra furono le altre due sedi in cui si svolsero gare di alcune discipline presenti nel programma. Furono organizzati dalla Organización Deportiva Sudamericana (ODESUR).

## Paesi partecipanti
Vi parteciparono 480 atleti di 8 paesi sudamericani:
- Argentina
- Brasile
- Bolivia
- Cile
- Ecuador
- Perù
- Paraguay
- Uruguay

## Sport
Furono disputate gare di 16 sport diversi:
- Atletica leggera
- Baseball
- Calcio
- Ciclismo
- Equitazione
- Ginnastica artistica
- Judo
- Lotta
- Nuoto
- Pallacanestro
- Pallavolo
- Pugilato
- Scherma
- Sollevamento pesi
- Tennis
- Tiro

## Medagliere
La tabella è ordinata per numero di ori, argenti e bronzi. A parità di medaglie, i paesi sono disposti in ordine alfabetico.
| #      | Nazione   | Oro | Argento | Bronzo | Totale |
| ------ | --------- | --- | ------- | ------ | ------ |
| 1      | Argentina | 91  | 53      | 45     | 189    |
| 2      | Cile      | 31  | 25      | 20     | 76     |
| 3      | Bolivia   | 20  | 42      | 44     | 106    |
| 4      | Ecuador   | 13  | 8       | 6      | 27     |
| 5      | Perù      | 9   | 16      | 10     | 35     |
| 6      | Uruguay   | 4   | 16      | 12     | 32     |
| 7      | Paraguay  | 2   | 3       | 4      | 9      |
| 8      | Brasile   | 1   | 0       | 0      | 1      |
| Totale | Totale    | 171 | 163     | 141    | 475    |